# Lékoni-Lékori
Le Lékabi-Léwolo est un village de la province du Haut-Ogooué au Gabon. Sa commune est Ngouoni.